# Maszyna
Maszyna – w najogólniejszym znaczeniu cybernetycznym – wszelki układ względnie odosobniony, w jakim zachodzi przekształcanie (transformacja) zasilenia lub informacji. Określenie to obejmuje zarówno układy fizyczne naturalne (w tym organizmy żywe), jak i urządzenia techniczne oraz pewne obiekty abstrakcyjne.
Można wyróżnić:
- maszyny zasileniowe (energetyczne w sensie szerszym) – jeśli przekształcane jest głównie zasilenie (energia), choć niezbędna jest w nich także informacja w procesach sterowania i regulacji,
- maszyny informacyjne – jeśli przekształcana jest głównie informacja, choć niezbędne jest w nich także zasilenie. Tak zdefiniowana maszyna informacyjna może mieć postać układu fizycznego (naturalnego lub sztucznego. np. maszyna licząca), wirtualnego (maszyna wirtualna) lub abstrakcyjnego (np. maszyna Turinga)[1].

W znaczeniu węższym (technicznym) maszyna jest to wyłącznie urządzenie techniczne (najczęściej złożone z wielu mechanizmów), służące do przekształcania energii lub wykonujące pracę (najczęściej mechaniczną, przez ruch swoich części).
Wyróżnia się:
- maszyny energetyczne (w węższym sensie) – przetwarzające energię mechaniczną na inne rodzaje energii lub przetwarzające inne rodzaje energii na energię mechaniczną (maszyny napędowe – silniki), np.:
  - maszyna cieplna,
  - maszyna parowa,
  - turbina parowa,
  - silnik spalinowy,
  - maszyna hydrauliczna,
  - maszyna pneumatyczna,
  - maszyna elektryczna,
- maszyny robocze – pobierające energię mechaniczną z maszyn napędowych (silników) i wykonujące pracę, w tym:
  - maszyny technologiczne – przekształcające surowce lub półwyroby w gotowe półwyroby lub wyroby,
  - maszyny transportowe – przemieszczające ciała (zmieniające ich położenie).

W znaczeniu prawnym maszyna jest to zespół części lub podzespołów, wyposażony w mechanizm napędowy inny niż bezpośrednio wykorzystujący siłę mięśni ludzkich lub zwierzęcych, którego przynajmniej jedna część jest ruchoma, połączonych w całość mającą konkretne zastosowanie albo też zespół, o którym mowa wyżej, gotowy do zainstalowania i zdolny do funkcjonowania jedynie po zamontowaniu na środkach transportu (np. żuraw samochodowy) lub zainstalowaniu w budynku lub na konstrukcji (np. winda osobowa lub towarowa). Maszyną jest także zespół sprzężonych części lub elementów, z których przynajmniej jeden jest ruchomy, połączonych w całość, przeznaczony do podnoszenia ładunków, którego jedynym źródłem mocy jest bezpośrednie wykorzystanie siły mięśni ludzkich.
Słowo "maszyna" pochodzi od greckiego wyrazu mākhanā. Od słowa greckiego utworzono łacińskie machina, które z kolei przeniknęło do wielu języków europejskich. Termin "maszyna" początkowo nie pokrywał się ściśle z jego dzisiejszym znaczeniem, przykładowo Witruwiusz (ok. 27-13 p.n.e.) w traktacie "O architekturze ksiąg dziesięć" do mechaniki i budowy maszyn zaliczał m.in. wznoszenie tymczasowych trybun. W starożytności mechanika i budowa maszyn razem z budownictwem wchodziła w skład architektury (łac. architectura), która była pojęciem ogólnym mieszczącym w sobie całą antyczną i średniowieczną technikę. "Maszyna" w dzisiejszym, węższym znaczeniu, pojawiła się dopiero w XVI i XVII wieku.